# Блэк, Клаудия
Клаудия Ли Блэк (англ. Claudia Lee Black; род. 11 октября 1972, Сидней, Австралия) — австралийская актриса. Наиболее известна по ролям в фантастических телесериалах «На краю Вселенной» и «Звёздные врата: SG-1».

## Ранние годы
Клаудия Блэк родилась и выросла в Сиднее, Австралия. Окончила школу для девочек Kambala Girls School в Сиднее. Почти всю жизнь провела в Австралии, Северной Америке и Новой Зеландии.

## Карьера
К 18 годам Клаудия была профессиональной театральной актрисой, участвуя в представлениях различных трупп, в том числе из известной австралийской труппы Belvoir Street Theatre. В 1990 году с ролью Порции в пьесе Шекспира «Венецианский купец» она стала финалисткой конкурса Globe Shakespeare Competition.
Появившись на экране в 1993 году актриса в основном снималась в австралийских кинофильмах и телесериалах.
За роль в телесериале «На краю Вселенной» Блэк была номинирована на Saturn Award как лучшая телевизионная актриса в 2001 и 2002 годах, и выиграла награду в 2005 году.
В 2000 году Клаудия снялась в одной из главных ролей в фильме «Чёрная дыра» с Вином Дизелем, а в 2002 году — в роли второго плана в фильме «Королева проклятых» по книге писательницы Энн Райс. В 2004 году она присоединилась к актёрскому составу телесериала «Звёздные врата: SG-1», сначала в качестве приглашенной актрисы, а затем как постоянная участница.
В 2007 году Клаудия была приглашена на роль Дженнифер Коновер в телесериале «Жизнь» телеканала NBC. Но впоследствии из-за беременности актрисы пилотный эпизод с участием Клаудии был переснят, и роль досталась актрисе Дженнифер Сибел.
Клаудия также выступает как профессиональная классическая и джазовая певица и благодаря своему необычному голосу часто участвует в дубляже, в частности, в озвучивании видеоигр. Среди её работ такие компьютерные игры как «Mass Effect», «Killing Floor 2», «God of War», «Lords of Everquest», «Crysis» и «Dragon Age: Origins», а также Uncharted 2 и Uncharted 3, где Клаудия сыграла в motion capture подругу главного героя Хлою Фрейзер.

## Личная жизнь
В 2004 году во время съемок в мини-сериале «На краю Вселенной: Война миротворцев» Клаудия вышла замуж. Первый ребёнок, мальчик, родился в декабре 2005 года. По словам Майкла Шэнкса, её партнёра по сериалу «Звёздные врата: SG-1», второй сын Клаудии появился на свет в ноябре 2007.

## Фильмография
| Год       |    | Русское название                | Оригинальное название            | Роль                          |
| --------- | -- | ------------------------------- | -------------------------------- | ----------------------------- |
| 1993      | с  | Семь смертных грехов            | Seven Deadly Sins                |                               |
| 1993      | с  | G.P.                            | G.P.                             | Джоанна                       |
| 1993      | с  | Полицейский отряд спасения      | Police Rescue                    | Джулия                        |
| 1993      | с  | Сельская практика               | A Country Practice               | Клэр Боначчи                  |
| 1996—1998 | с  | Городская жизнь                 | City Life                        | Анджела Косапас               |
| 1997      | ф  | Школа амазонок                  | Amazon High                      | Карина/амазонка               |
| 1997      | с  | Морская полиция                 | Water Rats                       | Бет Уильямс                   |
| 1997—1998 | с  | Удивительные странствия Геракла | Hercules: the Legendary Journeys | Кассандра                     |
| 1998      | с  | Хорошие парни, плохие парни     | Good Guys, Bad Guys              | Джилл Мехью                   |
| 1999      | с  | Поворот в истории               | A Twist in the Tale              | Моргана                       |
| 1999—2003 | с  | На краю Вселенной               | Farscape                         | Айрин Сун                     |
| 2000      | ф  | Чёрная дыра                     | Pitch Black                      | Шэрон (Шазза) Монтгомери      |
| 2000      | с  | Зена — королева воинов          | Xena: Warrior Princess           | амазонка                      |
| 2001      | с  | Повелитель зверей               | BeastMaster                      | Хуна                          |
| 2002      | ф  | Королева проклятых              | Queen of the Damned              | Пандора                       |
| 2002      | ки | Farscape: The Game              | Farscape: The Game               | Айрин Сун / голос             |
| 2004      | ф  | На краю Вселенной: Битва за мир | Farscape: The Peacekeeper Wars   | Айрин Сун                     |
| 2004—2007 | с  | Звёздные врата: SG-1            | Stargate SG-1                    | Вала Мал Доран                |
| 2007      | с  | Файлы Дрездена                  | The Dresden Files                | Лиз                           |
| 2008      | ф  | Звёздные врата: Ковчег правды   | Stargate: The Ark of Truth       | Вала Мал Доран                |
| 2008      | ф  | Звёздные врата: Континуум       | Stargate: Continuum              | Вала Мал Доран                |
| 2008      | с  | Лунный свет                     | Moonlight                        | чистильщица                   |
| 2011      | ки | Gears of war 3                  | Gears of war 3                   | Samantha Byrne (голос)        |
| 2012      | ки | Diablo III                      | Diablo III                       | Хозяйка Pain — Cydaea (голос) |
| —2015     | с  | Древние                         | The Originals                    | Далия                         |
| 2016      | с  | Изоляция                        | Containment                      | Доктор Сабина Ломмерс         |
| 2019      | с  | Розуэлл, Нью-Мексико            | Roswell, New Mexico              | Энн Эванс                     |
| 2021      | с  | Невероятные                     | The Nevers                       | STRIPE                        |

## Награды и номинации
| Год  | Премия                                     | Номинация                                              | Награда                              | Результат |
| ---- | ------------------------------------------ | ------------------------------------------------------ | ------------------------------------ | --------- |
| 2000 | Премия Сатурн                              | Лучшая актриса в телесериале                           | На краю Вселенной                    | Номинация |
| 2001 | Премия Сатурн                              | Лучшая телеактриса                                     | На краю Вселенной                    | Номинация |
| 2002 | Премия Сатурн                              | Лучшая актриса в телесериале                           | На краю Вселенной                    | Номинация |
| 2003 | Премия Сатурн                              | Лучшая актриса в телесериале                           | На краю Вселенной                    | Номинация |
| 2005 | Премия Сатурн                              | Лучшая телеактриса                                     | На краю Вселенной: Война миротворцев | Победа    |
| 2006 | Премия Сатурн                              | Лучшая телеактриса второго плана                       | Звёздные врата: SG-1                 | Номинация |
| 2007 | SFX Award                                  | Лучшая телевизионная актриса                           | Звёздные врата: SG-1                 | Номинация |
| 2010 | Игровая премия в интерактивних достижениях | За выдающиеся Достижения в Характер Производительности | Неизведанное 2: Среди воров          | Номинация |